# Lutosus projectus
Genre
Espèce
Synonymes
- Lutosus projectis Irfan, Zhang & Peng, 2022

Lutosus projectus, unique représentant du genre Lutosus, est une espèce d'araignées aranéomorphes de la famille des Linyphiidae.

## Distribution
Cette espèce est endémique du Yunnan en Chine,. Elle se rencontre dans le xian de Tengchong et le district de Longyang.

## Description
Le mâle holotype mesure 1,68 mm.

## Systématique et taxinomie
Cette espèce a été décrite par Irfan, Zhang et Peng en 2022.
Ce genre a été décrit par Irfan, Zhang et Peng en 2022 dans les Linyphiidae.

## Publication originale
- Irfan, Zhang & Peng, 2022 : « Survey of Linyphiidae (Arachnida: Araneae) spiders from Yunnan, China. » Megataxa, vol. 8, no 1, p. 1-292.